# Kissy Suzuki
Pour les articles homonymes, voir Suzuki (homonymie).
 (janvier 2024).
Si vous disposez d'ouvrages ou d'articles de référence ou si vous connaissez des sites web de qualité traitant du thème abordé ici, merci de compléter l'article en donnant les références utiles à sa vérifiabilité et en les liant à la section « Notes et références ».
Kissy Suzuki est un personnage du roman On ne vit que deux fois (1964) de Ian Fleming et de son adaptation au cinéma (1967, interprétée par l'actrice japonaise Mie Hama).

## Roman
Dans le roman, c'est une pêcheuse de perles japonaise et ancienne actrice de Hollywood. James Bond a été envoyé en mission au Japon pour oublier en partie son épouse décédée Tracy Bond. Bond rencontre Kissy via Tiger Tanaka. Ils découvrent ensemble que le Dr Guntram Shatterhand est un pseudonyme de son ennemi mortel, Ernst Stavro Blofeld (directeur du SPECTRE) et Kissy doit l'aider à pénétrer dans sa demeure. Après l'accomplissement de sa mission, elle le récupère amnésique à la suite d'un choc sur la tête et vit discrètement avec l'espion dont elle tombe enceinte. Elle a un fils de cette liaison qui se nomme James Suzuki. Bond l'ignore pendant longtemps, se rendant en Union soviétique avant la naissance de son fils.

## Film
Dans le film, Bond est en mission au Japon, où il rencontre Tiger Tanaka, qui lui donne une formation de ninja. Pour s'infiltrer sur l'île où se trouve la base ennemie, Bond doit épouser Kissy sous une fausse identité. Après leur mariage, il emmène Kissy dans sa mission consistant en la recherche de fusées disparues des États-Unis et de l'Union soviétique qui ont apparemment été volées et emmenées au Japon. Leur enquête dure plusieurs jours et Bond et Kissy commencent une première fois à s'embrasser lors d'une période de repos, mais ils sont rapidement interrompus par un hélicoptère ennemi. Ils arrivent finalement près d'un volcan qui est apparemment une base. Kissy doit s'en aller pour faire venir Tanaka et ses ninjas. Bond pénètre dans la base et se fait passer pour un astronaute. Il découvre que le directeur du SPECTRE Ernst Stavro Blofeld est l'instigateur de tout ceci et essaye de déclencher une Troisième Guerre mondiale en faisant suspecter mutuellement les États-Unis et l'URSS du vol des fusées. Lorsque Bond est déjà depuis un certain temps prisonnier, les ninjas de Tanaka arrivent avec Kissy. Kissy participe à l'énorme bagarre, et au moment où Blofeld veut abattre Bond sous les yeux de Kissy, ce dernier est sauvé par Tanaka. Lorsque le volcan explose finalement, tout le monde peut s'échapper sauf Blofeld qui est présumé mort. Bond et Kissy se retrouvent dans une embarcation et projettent de coucher ensemble, mais ils sont interrompus par le sous-marin de M qui apparaît sous l'embarcation.